# Bev Bevan
Bev Bevan (ur. 24 listopada 1944 w Sparhill w Birmingham jako Beverley Bevan) – brytyjski perkusista.

## Życiorys

### Początki
Bev Bevan z perkusją miał styczność już w dzieciństwie. Jego ojciec Charles "Bev" Bevan grał na perkusji na wieczorkach tanecznych. Nikogo więc nie dziwiło, że jego syn Beverley próbował gry na tym instrumencie. We wczesnych latach sześćdziesiątych, jako nastolatek, grywał z kolegami ze szkoły Moseley School jako Rocking Ronnie And The Renegades lub Troy Satan And The Hellcats, lecz nazwy zmieniały się równie często jak składy ekip. We wrześniu 1962 utworzył zespół The Senators. Razem zagrali zaledwie cztery koncerty. Rok później Bev podjął kolejną próbę zakładając wspólnie z Dannym Lainem swój pierwszy profesjonalny zespół Denny Laine And The Diplomats. Do największych sukcesów kapeli można zaliczyć koncert w "The Plaza, Old Hill" gdzie zagrali jako support dla The Beatles. Podpisali z EMI kontrakt na nagrania w studio i w 1962 roku nagrali kilka utworów. Jednak nigdy z tych nagrań nie powstało żadne wydawnictwo. Kiedy Denny Laine przeszedł do The Moody Blues grupa zmieniła nazwę na The Diplomats, jednak w tym składzie nie odniosła żadnych sukcesów i ostatecznie rozpadła się. Bev podjął pracę jako sprzedawca w sklepie meblowym. Ponownie wrócił do grania po spotkaniu z Colinem Davidem Tooley znanym jako Carl Wayne frontmanem zespołu Carl Wayne And The Vikings, który zaproponował mu dołączenie do grupy i wspólne zagranie kilku koncertów w Niemczech. Bev który nigdy nie był za granicą, podjął się zadania, lecz jak się wkrótce okazało również i tym razem była to droga donikąd. Grupa miała do wykonania jednego wieczora siedem 45-minutowych koncertów z rzędu, zaczynając o 19. z przerwami po 15 minut pomiędzy każdym z nich.

### The Move
Po powrocie do Birmingham powstała koncepcja założenia supergrupy, złożonej z najlepszych muzyków w mieście. Nad kształtem przyszłego projektu dyskutowali: Bev Bevan, Roy Wood, Carl Wayne, Christopher "Ace The Face" Kefford i Trevor Burton. Miała być to kapela młodzieżowa o stylistyce zbliżonej do The Who. Roy Wood zaproponował nazwę The Move (pol. przeprowadzić), ponieważ wszyscy grali wcześniej w innych grupach. Zespół powstał oficjalnie w 17 stycznia 1966. Swój pierwszy koncert zagrali w klubie mieszczącym się w dzielnicy Sutton Coldfield. W ciągu miesiąca grupa opracowała niezwykle nowatorski, oryginalnie brzmiący materiał koncertowy. Wkrótce potem menadżer zespołu Tony Secuda nawiązał współpracę z wytwórnią Deram (Decca). Już pierwszy singel zespołu "Night of Fear" dotarł na drugie miejsca brytyjskich list przebojów. Kolejne utwory również okazały się sukcesem i zajmowały miejsca w Top 10. Bev oprócz gry na perkusji miał również okazję w coverze utworu Zing Went The Strings Of My Heart oraz utrzymanym w stylistyce country Ben Crawley Steel Co wykazać się swoimi możliwościami wokalnymi. W 1968 otrzymał propozycję przejścia do The Everly Brothers, ale wolał pozostać w The Move. Skład ekipy w następnych latach zmieniał się kilkukrotnie. W marcu 1970 do grupy dołączył Jeff Lynne z zastrzeżeniem, że spróbują poeksperymentować w celu uzyskania nowego brzmienia. W kwietniu 1970 roku Bev ożenił się z fryzjerką Valerie Taylor, córką rzeźnika z Great Barr, a jego drużbą został jego wieloletni przyjaciel Robert "Jasper Carrott" Davis.

### Electric Light Orchestra
Przez krótki czas Bev, Jeff i Roy formalnie pozostawali członkami The Move, jednocześnie angażując się w ich nowy, eksperymentalny projekt "The Electric Light Orchestra". Jednak w 1971 roku, po serii niezbyt udanych koncertów, krótko po nagraniu pierwszego albumu "Electric Light Orchestra" ich drogi rozeszły się. Zarówno Roy Wood jak i Jeff Lynne mieli inną koncepcję brzmienia. Ostatecznie część składu The Move, w tym Bev Bevan, związała się z "Electric Light Orchestra", inni przeszli do założonej przez Roya grupy "Wizzard". Bev miał w tym czasie sporo pracy, gdyż sporo czasu spędzał na sesjach nagraniowych w studio przy produkcji kolejnych albumów ELO, a jednocześnie prowadził własny sklep płytowy w Spark Hill (Birmingham) pod nazwą "Heavy Head Records". Bev oraz Rick Price i Carl Wayne grali również w piłkę nożną w zespole "Heavy Head Records Eleven", który pozostawał pod patronatem sklepu. W 1975 wspólnie z Jeffem Lynne i Richardem Tandy uczestniczyli w produkcji singla Jasper Carrotta "Funky Moped", który trafił na czołówki brytyjskich list przebojów. Rok później Bev nagrał solowy singiel "Let There Be Drums" będący coverem utworu Sandy'ego Nelsona. W jego nagraniu uczestniczyli również Jeff Lynne oraz Roy Wood, który zagrał na saksofonie. Jesienią 1980 roku opublikował biografię grupy Electric Light Orchestra – obowiązkową lekturę dla każdego fana zespołu. W kwietniu 1981 Bev zagrał na charytatywnym koncercie "Brum Beat Reunion Concert", który zgromadził wszystkich znanych muzyków Birmingham, w tym również cały skład The Move. W tym samym roku urodził mu się pierwszy syn Adrian. Z powodu choroby nerki Bev nie wystąpił na trasie koncertowej ELO pt. "Time" (luty-marzec 1982), na której zastąpił go Peter "Pete" King z supportującego "After The Fire".

### Black Sabbath
Ponieważ po wydaniu płyty "Secret Messages" ELO nie planowało trasy koncertowej, Bev nie zastanawiając się długo, skorzystał z propozycji Tony'ego Iommi'ego i Geezera Butlera, z którymi kolegował się od dawna, aby zastąpić ciężko chorego Billa Warda na czas jego nieobecności w Black Sabbath. Na przełomie 1983/1984 występował na europejskiej i dwóch amerykańskich trasach koncertowych "Born Again" zespołu Black Sabbath. Pojawił się też w dwóch teledyskach ("Trashed", "Zero the Hero"), w 1987 uczestniczył w nagraniu albumu The Eternal Idol, a także brał udział w koncercie grupy zorganizowanym w Sun City w Południowej Afryce.
15 marca 1986 zorganizował koncert charytatywny "Heartbeat" na rzecz szpitala dziecięcego w Birmingham. Wydarzenie to zapoczątkowało na brytyjskiej scenie muzycznej serię spektakularnych widowisk w których uczestniczyły takie sławy jak The Moody Blues, Robert Plant, UB40, The Roy Wood Band i oczywiście Electric Light Orchestra. W 1988 Bev wystąpił w BBC TV Show wspólnie z Beverly Craven i Bobby Womack.

### Electric Light Orchestra Part II
W 1987 roku Mik Kaminski i Kelly Groucutt z Electric Light Orchestra założyli grupę OrKestra grającą m.in. utwory z repertuaru ELO. Rok później Bev zainspirowany ich sukcesami postanowił reaktywować grupę, jednak stanowisko Jeffa Lynne posiadającego 50% praw do nazwy "Electric Light Orchestra", nie pozwoliło na przyjęcie jej pierwotnego brzmienia. Latem 1990 roku grupa Electric Light Orchestra Part II nagrała swój debiutancki album. Zachęcony sukcesem koncertu charytatywnego "Heartbeat" z 1986 roku, Bev zorganizował kolejny, mający na celu wsparcie finansowe "National Charity Organisation". 8 października 1992 w Birmingham na koncercie pod nazwą "Barnardos Bandwagon" zagrali ponownie Edwin Starr, Ian Gillan, The Roy Wood Band oraz w pełni reaktywowana Electric Light Orchestra Part II. Ze starej ekipy w skład zespołu weszli Louis Clark, Hugh McDowell, Mik Kaminski i Kelly Groucutt oraz Bev jako autor tekstów, któremu grupa dała pełną swobodę i całkowicie zdała się na jego kreatywność w tym zakresie. Zespół w tym składzie nagrał jeszcze trzy albumy, w tym jeden studyjny pt. "Moment Of Truth" (1994). W 1998 ku zaskoczeniu wszystkich Bev Bevan zapowiedział swoje odejście z grupy. W listopadzie 1999 ostatecznie zakończył swą przygodę z ELO odchodząc z zespołu i przekazując swoje 50% praw do nazwy, na ręce Jeffa Lynne który od tej pory ma wyłączność na jej używanie. Pozostali muzycy kontynuowali działalność pod nazwą The Orchestra.

### Bev Bevan's Move
W 2004 roku założył zespół Bev Bevan's Move z Philem Tree, Philem Batesem (w lipcu 2007 roku odszedł do The Orchestra) i Neilem Lockwoodem.
Bev Bevan prowadzi obecnie w radiu Smooth Radio program "70's Sunday", który emitowany jest w niedzielne popołudnia i zawiera piosenki z lat 70. Pisze również artykuły do gazety Sunday Mercury i prowadzi bloga na ich stronie internetowej.